# الساندرو بیانکو
الساندرو بیانکو (انگلیسی: Alessandro Bianco؛ زادهٔ تاریخ ورودی نامعتبر است) بازیکن فوتبال است.
وی همچنین در تیم‌های ملی فوتبال زیر ۱۸ سال ایتالیا و زیر ۲۰ سال ایتالیا بازی کرده‌است.